# Xã Liberty, Quận Itasca, Minnesota
Xã Liberty (tiếng Anh: Liberty Township) là một xã thuộc quận Itasca, tiểu bang Minnesota, Hoa Kỳ. Năm 2010, dân số của xã này là 62 người.